# Bernhard von Lindern
Adolf Bernhard Theodor von Lindern (* 18. Oktober 1813 in Rosenthal; † 11. Mai 1901 in Gotha) war ein preußischer Generalleutnant.

## Leben

### Herkunft
Er war der Sohn des westfälischen Hauptmanns Karl von Lindern und dessen Ehefrau Sophie Franzis, geborene von Doetinchem.

### Militärkarriere
Lindern trat am 1. April 1831 als Husar in das 11. Husaren-Regiment der Preußischen Armee ein. Dort wurde er im Jahr darauf zum Portepeefähnrich sowie am 14. Januar 1834 zum Sekondeleutnant befördert. Von 1839 bis 1848 fungierte Lindern als Regimentsadjutant und wurde in dieser Eigenschaft zwischenzeitlich am 13. April 1847 Premierleutnant. 1848 ließ er sich beurlauben, um an den Kampfhandlungen gegen Dänemark teilnehmen zu können. Lindern wurde daraufhin als Rittmeister im 2. schleswig-holsteinischen Dragonerregiment angestellt und machte die Gefechte bei Skodberg, Sommerstedt und Kieltrup mit. Bereits am 14. Oktober 1848 nahm Lindern seinen Abschied aus schleswig-holsteinischen Diensten und wurde wieder als Premierleutnant im 11. Husaren-Regiment angestellt. Im Zuge der Niederschlagung von revolutionären Unruhen kam er mit seinem Regiment 1849 bei den Straßenkämpfen in Iserlohn zum Einsatz. Daran schlossen sich während des Feldzuges in Baden die Gefechte bei Ladenburg, Bischweier und Hirschgrund sowie der Belagerung von Rastatt an. Für seine Leistungen erhielt Lindern den Roten Adlerorden IV. Klasse mit Schwertern und das Ritterkreuz des Ordens vom Zähringer Löwen. 
1849/50 war er als Adjutant der 13. Kavallerie-Brigade sowie in gleicher Eigenschaft beim Generalkommando des II. Armee-Korps der Operationsarmee am Rhein tätig. 1850/51 folgte eine Verwendung als Adjutant der 7. Kavallerie-Division sowie 1851/52 als Adjutant beim Oberkommando des Bundeskorps in Frankfurt am Main. Lindern kehrte am 22. Juni 1852 mit seiner Beförderung zum Rittmeister in sein Stammregiment zurück und wurde am 14. September 1852 zum Eskadronchef ernannt. Ab 7. Mai 1857 war er Adjutant beim Generalkommando des VII. Armee-Korps, wurde am 1. Juni 1858 Major und kurz darauf als etatsmäßiger Stabsoffizier in das Garde-Husaren-Regiment nach Potsdam versetzt. Bei der Mobilmachung anlässlich des Sardinischen Krieges übertrug man Lindern im Juni 1859 die Führung des 2. Leib-Husaren-Regiments in Posen. Auch nach der Demobilisierung blieb er weiterhin mit der Führung beauftragt und wurde schließlich am 24. Juli 1861 zum Regimentskommandeur ernannt. In dieser Stellung am 18. Oktober 1861 zum Oberstleutnant befördert, wurde Lindern am 4. September 1864 Kommandeur des Königs-Husaren-Regiments (1. Rheinisches) Nr. 7 in Bonn. Als solcher avancierte er am 18. Juni 1865 zum Oberst. Im Jahr darauf nahm Lindern mit seinem Regiment während des Krieges gegen Österreich an den Kämpfen bei Hühnerwasser, Münchengrätz und Königgrätz teil.
Nach dem Friedensschluss wurde Lindern am 5. März 1867 unter Stellung à la suite seines Regiments zum Kommandanten von Erfurt ernannt. In gleicher Eigenschaft folgte am 14. Juli 1868 seine Versetzung nach Breslau sowie seine Beförderungen zum Generalmajor am 18. Juni 1869 und zum Generalleutnant am 2. September 1873. Anlässlich des Ordensfestes wurde Lindern am 18. Januar 1875 für seine langjährigen Verdienste mit dem Stern zum Roten Adlerorden II. Klasse mit Eichenlaub und Schwertern ausgezeichnet. In Genehmigung seines Abschiedsgesuches wurde er am 11. März 1875 mit der gesetzlichen Pension zur Disposition gestellt.

### Familie
Lindern hatte sich am 9. Juni 1862 in Posen mit Auguste Freiin von Münchhausen (1844–1923) verheiratet. Die Ehe blieb kinderlos.